# György Sárközi
Pour les articles homonymes, voir Sarkozy (homonymie).
Dans le nom hongrois Sárközi György, le nom de famille précède le prénom, mais cet article utilise l’ordre habituel en français György Sárközi, où le prénom précède le nom.
György Sárközi (22 janvier 1899 - 8 mars 1945) est un poète et écrivain juif hongrois, rédacteur en chef de la revue populiste (hu) Valasz (« Réponse ») (1934-1938), ami de Gyula Illyés et de László Németh.

## Biographie
Né à Budapest, fils d'un petit fonctionnaire, il fit ses études à Vác et à Budapest. Étudiant de l'Académie de musique pendant un temps, il étudia la philosophie. En 1917 il rejoignit la revue Nyugat ("Occident") et travailla de 1919 à 1938 pour la maison d'édition Athenaeum. En 1927 il devint rédacteur pour la revue littéraire Pandora. Son premier recueil de poèmes date de 1926, sous le titre de Angyalok harca (Le combat des anges). Il participa au mouvement d'exploration des villages en Hongrie qui aboutirait à l'écriture d'une sociographie, genre à la mode dans les années trente depuis le premier texte pionnier de Lajos Nagy, Kiskunhalom. Il épousa en 1936 la fille du célèbre dramaturge Ferenc Molnár, Márta.
Il s'engagea activement dans la lutte antifasciste aux côtés de ses amis populistes (hu) notamment en 1937 dans l'éphémère Front de Mars qui sera persécuté par la justice du régime en place. La revue dont il était le rédacteur en chef dut s'interrompre à la suite des procès qui accablèrent les écrivains populistes en 1938. Sárközi traduisit également de l'allemand (Goethe, Thomas Mann). Au printemps de 1944 il fut emmené au camp de Balf (de) où il mourut.